# Energiglas
Energiglas er et moderne vinduesglas, som er langt bedre til at holde på varmen end traditionelt glas.

## Beskrivelse
Energiglasset er belagt med et ganske tyndt lag metalfilm,  som lader energien i solens stråler passere ind i huset, så rummet får indstrålet solenergi, når solen skinner, som omdannes til termisk energi / varme , når rummenes og tings overflader rammes – på samme måde som med almindeligt glas – men samtidig holder energiglasset på den termiske varme, ved at den langbølgede varmeudstråling fra boligen , som normalt går tabt via husets vinduer, i stedet reflekteres tilbage til rummet. Energiruden kan reducere varmetabet væsentligt. 
Energiglas skal helst monteres som det inderste af to eller tre lag glas, og så den tynde metalbelægning på glasset vender udad. Det vil sige, at i indvendige forsatsvinduer skal der være energiglas i den indvendige ,  koblede vinduer skal have energiglas i den indvendige koblede ramme, og i termoruder skal det inderste glas være energiglas.  

## Eksterne referencer
- Center for Bygningsbevaring definerer energiglas Arkiveret 23. november 2009 hos  Wayback Machine